# Gauliga Württemberg
Gauliga Württemberg byla jedna z mnoha skupin Gauligy, nejvyšší fotbalové soutěže na území Německa v letech 1933 – 1945. Gauliga byla vytvořena v roce 1933 na popud nacistického vedení. Pořádala se na území Württemberska. Vítězové jednotlivých skupin Gauligy postupovali do celostátní soutěže, která trvala necelý měsíc, v níž se kluby utkávaly vyřazovacím způsobem.
Zanikla v roce 1945 po pádu nacistického Německa. Po jeho zániku bylo území Gauligy Württemberg začleněno pod Oberligu Süd.

## Nejlepší kluby v historii - podle počtu titulů
Zdroj: 
| Vítězové nejvyšší ligové soutěže |        |                              |
| Klub                             | Tituly | Vítězné ročníky              |
| Stuttgarter Kickers              | 5      | 1936, 1939, 1940, 1941, 1942 |
| VfB Stuttgart                    | 4      | 1935, 1937, 1938, 1943       |
| Union Böckingen                  | 1      | 1933                         |
| SV Göppingen                     | 1      | 1944                         |

## Vítězové jednotlivých ročníků
Zdroj: 
| Gauliga Württemberg (1933 – 1945)                                                                        |                         |                                 |                 |
| Ročník                                                                                                   | Vítěz Gauligy           | Umístění v německém mistrovství | Německý mistr   |
| 1933 – 1934                                                                                              | Union Böckingen (1)     | Skupina C (4. místo)            | FC Schalke 04   |
| 1934 – 1935                                                                                              | VfB Stuttgart (1)       | Finále                          | FC Schalke 04   |
| 1935 – 1936                                                                                              | Stuttgarter Kickers (1) | Skupina C (4. místo)            | 1. FC Norimberk |
| 1936 – 1937                                                                                              | VfB Stuttgart (2)       | 3. místo                        | FC Schalke 04   |
| 1937 – 1938                                                                                              | VfB Stuttgart (3)       | Skupina C (3. místo)            | Hannover 96     |
| 1938 – 1939                                                                                              | Stuttgarter Kickers (2) | Skupina 3 (2. místo)            | FC Schalke 04   |
| 1939 – 1940                                                                                              | Stuttgarter Kickers (3) | Skupina 4 (3. místo)            | FC Schalke 04   |
| 1940 – 1941                                                                                              | Stuttgarter Kickers (4) | Skupina 4 (3. místo)            | SK Rapid Wien   |
| 1941 – 1942                                                                                              | Stuttgarter Kickers (5) | Předkolo                        | FC Schalke 04   |
| 1942 – 1943                                                                                              | VfB Stuttgart (4)       | 1. kolo                         | Dresdner SC     |
| 1943 – 1944                                                                                              | SV Göppingen (5)        | 1. kolo                         | Dresdner SC     |
| • Gauliga byla v sezóně 1944/45 zrušena, a to kvůli přesunutí bojů druhé světové války na území Německa. |                         |                                 |                 |